# Ершова, Татьяна Борисовна (политик)
Татья́на Бори́совна Ершо́ва (род. 22 января 1952) — российский государственный и политический деятель. Глава городского поселения Щёлково (2006—2015).

## Биография
Татьяна Ершова родилась 22 января 1952 года.
Получила высшее образование в Высшей школе профсоюзного движения ВЦСПС (ныне Академия труда и социальных отношений). По специальности экономист.

### Трудовая деятельность
С 1992 года Татьяне Борисовне Ершовой доверили ответственные должности. Трудовую деятельность она начала в органах местного самоуправления, став заместителем начальника Управления социальной защиты населения администрации Щёлковского района. С 1998 года работала председателем Комитета по социальным вопросам районной администрации.
Находясь на должностях начальника Управления социальной защиты населения, председателя Комитета по социальным вопросам, приложила определённые усилия для организации работы социальной защиты населения Щёлковского района. Руководила созданием целой системы учреждений, осуществляющих социальную защиту населения, открыв такие учреждения как Центр психолого-педагогической помощи населению «Янтарь», Центр социального обслуживания «Забота», социально-реабилитационный Центр для несовершеннолетних «Семья».

### Политическая деятельность
С апреля 2003 года по октябрь 2006 года была заместителем главы администрации Щёлковского района. Сферой её деятельности была не только социальная защита и пенсионное обеспечение, но и решение вопросов, связанных с трудоустройством, опекой и попечительством, образованием и здравоохранением. За время пребывания на государственной должности были реализованы программы «Об обеспечении беспрепятственного доступа инвалидов к объектам социальной, транспортной, инженерной инфраструктур», «Основные направления деятельности Администрации Щёлковского района по улучшению положения женщин и повышения их роли в обществе на 2002—2005 годы». В период с 2003 по 2006 год муниципальные учреждения здравоохранения получили в свое распоряжение медицинское оборудование нового поколения, на которое был выделен бюджет в размере 68,5 млн рублей.
В октябре 2006 года Татьяна Ершова была избрана на пост главы городского поселения Щёлково.
Выступила инициатором создания в районе Центра гражданского и патриотического воспитания детей и молодёжи. На проведённом в Московской области конкурсе муниципальных программ, посвящённых патриотическому воспитанию, целевой программе «Патриотическое воспитание граждан в Щёлковском районе» был выделен гранд первой степени.
Переизбралась на второй срок главы городского поселения Щёлково в октябре 2010 года. 11 февраля 2015 года прекратила свои полномочия по собственному желанию.
В настоящее время с ноября 2015 года занимает должность директора театрально-концертного центра «Щёлковский театр».

## Доходы
Татьяна Ершова задекларировала годовой доход за 2015 год в размере 5,72 млн рублей, супруг — 0,4 млн рублей.

## Награды
Имя Т. Б. Ершовой занесено в книгу «Лучшие люди России».
В 2007 году была отмечена медалью Московской области «За безупречную службу» за большой вклад в социально-экономическое развитие Щёлковского района, а до этого Татьяна Борисовна была награждена медалями «Ветеран труда» (1986) и «В память 850-летия Москвы» (1997).
Также она получила Почётные грамоты Совета депутатов и Администрации Щёлковского района (2001, 2002, 2003), Почётные грамоты Губернатора Московской области и Правительства Московской области (1999, 2001), Знак Губернатора Московской области «Благодарю» (2004), Почётную грамоту Министерства здравоохранения и социального развития Российской Федерации (2006), почётным знаком Московской областной общественной организацией ветеранов (пенсионеров) войны, труда, вооруженных сил и правоохранительных органов «Почётный ветеран Подмосковья» (2007), медалью Академии Российской словесности «Ревнителю просвещения. В память 200-летия со дня рождения А. С. Пушкина» (2010), медалью Московской епархии русской православной церкви «За жертвенные труды» 1 степени (2010).